# Rhaphiomidas abdominalis
Rhaphiomidas abdominalis är en tvåvingeart som beskrevs av Mont A. Cazier 1941. Rhaphiomidas abdominalis ingår i släktet Rhaphiomidas och familjen Mydidae.
Artens utbredningsområde är Kalifornien. Inga underarter finns listade i Catalogue of Life.